# Calvizzano
Calvizzano là một đô thị ở tỉnh Napoli ở vùng Campania, cách khoảng 9 km về phía tây bắc của Napoli. Tại thời điểm ngày 31 tháng 12 năm 2004, đô thị này có dân số 12.406 người và diện tích là 3,9 km².
Đô thị Calvizzano bao gồm frazione (đơn vị cấp dưới) San Pietro.
Calvizzano giáp các đô thị: Marano di Napoli, Mugnano di Napoli, Qualiano, Villaricca.